# Johns Creek
Johns Creek ist eine City im Fulton County im US-Bundesstaat Georgia. Im Jahr 2020 hatte Johns Creek 82.453 Einwohner.

## Geografie
Johns Creek grenzt im Süden an den Chattahoochee River und das benachbarte Gwinnett County. Im Nordosten grenzt die Stadt an die McGinnis Ferry Road und das Forsyth County. Außerdem besteht eine Grenze mit den Städten Roswell und Alpharetta auf der nordwestlichen Seite.
Die Koordinaten von Johns Creek liegen bei 32°50'05" nördlicher Breite und 83°39'6" westlicher Länge.
Nach Angaben der United States Census 2010 erstreckt sich das Stadtgebiet von Johns Creek über eine Fläche von 80 Quadratkilometer (32 sq mi). Johns Creek liegt an den Highways Georgia State Route 120, 140 und 141.

### Klima
Johns Creek hat ein feuchtes subtropisches Klima, die Durchschnittstemperatur beträgt 8,6 °C bis 21,3 °C. Im Januar gibt es durchschnittlich −2 °C bis 10 °C, 19 °C bis 30 °C im August und 0 °C bis 12 °C im Dezember. Die bisherige Rekordtemperatur im Juli betrug 39 °C.

## Bevölkerung
Nach der United States Census 2010 lebten in Johns Creek 76.728 Menschen, ein Anstieg von 27,1 % gegenüber einer dem Jahr 2000. Gemessen an der Einwohnerzahl ist Johns Creek die zehntgrößte Stadt im US-Bundesstaat Georgia. Die Bevölkerungsdichte betrug 959,1 Einwohner pro Quadratkilometer.
Die Bevölkerung setzte sich 2010 aus 63,5 % Weißen, 9,6 % Afroamerikanern, 23,4 % Asiaten (darunter  8,4 % Inder, 6,5 % Koreaner und 5,7 % Chinesen), 0,1 % amerikanischen Ureinwohnern, 1,4 % aus anderen ethnischen Gruppen und 2,4 % mit zwei oder mehr Ethnien zusammen. Das durchschnittliche Jahreseinkommen pro Haushalt betrug 109.576 $.

## Wirtschaft
Laut der Zeitschrift Money befindet sich Johns Creek auf dem 13. Platz unter den bestverdienenden Städten in den Vereinigten Staaten.
Die größten Arbeitgeber der Stadt sind:
- State Farm mit ca. 1280 Angestellten
- Alcon mit ca. 1235 Angestellten
- Macy’s mit ca. 1018 Angestellten
- Kroger mit ca. 879 Angestellten
- und das lokale Krankenhaus mit ca. 615 Angestellten

## Persönlichkeiten
- Angelika Kausche (* 1962), vertritt Johns Creek seit 2018 Repräsentantenhaus von Georgia
- David Andrews (* 1992), American-Football-Spieler und zweifacher Gewinner des Super Bowls
- Brad Raffensperger (* 1955),  Secretary of State des Bundesstaates Georgia